# ريكس إل. بيكر
ريكس إل. بيكر (بالإنجليزية: Rex L. Baker)‏ هو سياسي أمريكي، ولد في 9 يونيو 1938 في كينغ في الولايات المتحدة. حزبياً، نشط في الحزب الجمهوري. وقد انتخب عضو مجلس نواب كارولينا الشمالية.